# 大埔污水處理廠

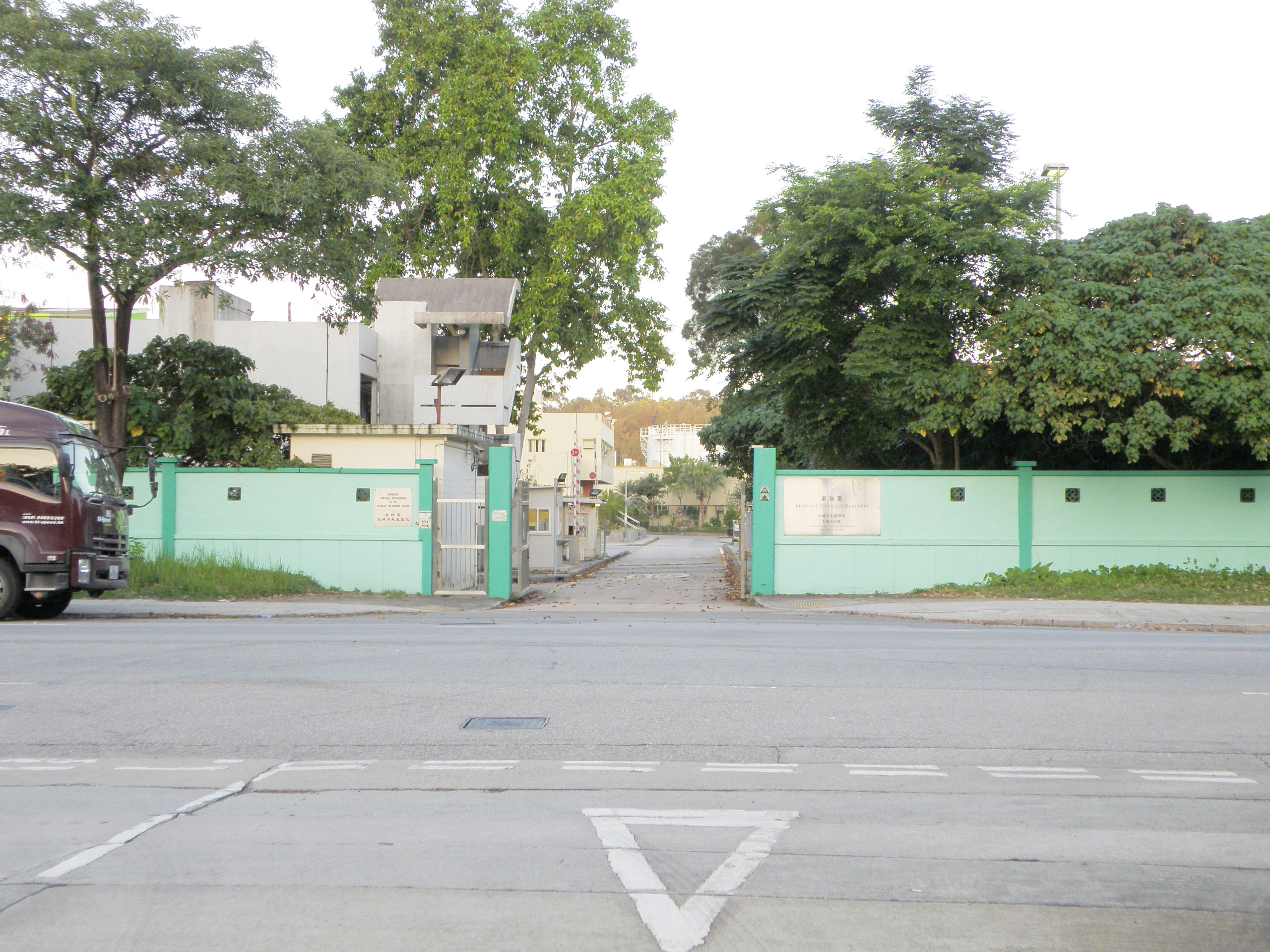
大埔污水處理廠

大埔污水處理廠（英語：Tai Po Sewage Treatment Works）位於香港新界大埔工業邨大貴街7號，屬於二級污水處理廠，是香港第二大的污水處理廠。

## 歷史
大埔污水處理廠位於大埔工業邨內，最初分4個階段發展而成，即第1、第2、第4A和第4B階段。第1階段設施在1979年建成後即開始提供二級污水處理服務。1982年啟用第2階段的擴建部分，包括擴建第1階段污水處理設施和裝置污泥處理設施。第1和第2階段所建設施合共的設計處理量為每日33,600立方米。第4A和第4B階段工程是兩項擴建設施，分別在1986年和1995年落成，每日的污水處理量增加54,400立方米，整體設計處理量為每日88,000立方米。第1和第2階段與第4A和第4B階段工程所建設施可獨立運作，亦互相連接，以便靈活運作。2005年展開第5階段第1期工程，應付預期增加的污水流量至每日100,000立方米，工程費用達4.6億港元，於2009年完成，而第2A期工程增加紫外光消毒設施於2008年展開，第2B期工程緊接於2009年年底上馬，進一步增加污水處理量至每日120,000立方米。

## 設施
大埔污水處理廠廠房主要分為兩部分，東面的第4期及西面的第1期和第2期，處理污水的池或缸均建於戶外，處理量為每天12萬立方米污水，經處理的污水會由「吐露港經處污水計劃」（Tolo Harbour Effluent Export Scheme）管道轉運至啟德明渠排放。大埔污水處理廠採用厭氧消化方式處理污泥，在消化過程中產生的副產品生物氣是一種可再生的燃料，利用生物氣產生動力以驅動鼓風機，為微生物提供空氣以分解污染物；而剩餘的污泥最後會送往屯門T·PARK 源·區作焚化處理。

## 外部連結
- 除污淨流
- 財務委員會：222DS－大埔污水處理廠第5階段第1期工程 （页面存档备份，存于）